# Epigramat
Epigramat, epigram (stgr. ἐπίγραμμα epigramma „inskrypcja”) – krótki utwór poetycki w formie aforyzmu, wywodzący się z napisów informacyjnych w starożytnej Grecji zamieszczanych na grobach, pomnikach lub ofiarach wotywnych. Tekst inskrypcji krótki, przeważnie dwuwierszowy, pisany dystychem elegijnym. 

## Charakterystyka epigramów

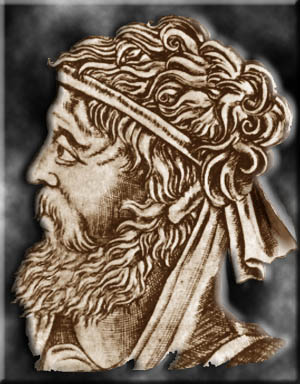
Katullus I wiek p.n.e.

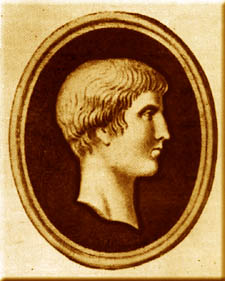
Marcjalis I wiek n.e.

Według epigramatyka, niejakiego Kyryllosa, epigram doskonały zawierał dwie linijki. Z czasem wykształciło się kilka rodzajów epigramu: wotywny, nagrobkowy, okolicznościowy. Również zaklęcia spisywane na magicznych tabliczkach ołowianych (defixiones) podlegają konwencji tego gatunku.
Najsłynniejszym twórcą epigramatów religijnych i nagrobkowych był Symonides z Keos, autor słynnego epigramatu napisanego by uczcić poległych pod Termopilami:
- Przechodniu, powiedz Sparcie, tu leżym, jej syny, wierni jej prawom do ostatniej godziny.

ὦ ξεῖν', ἀγγέλλειν Λακεδαιμονίοις ὅτι τῇδε κείμεθα τοῖς κείνων ῥήμασι πειθόμενοι
(dosł. O cudzoziemcze, powiedz Lacedemończykom, że wierni ich prawom, tu polegliśmy)
Epigramaty okolicznościowe miały nieraz dowcipną i zaskakującą puentę, opartą na paradoksalnym koncepcie, często satyrycznym:
- Muzyk Similos, przez całą noc grając na lirze, uśmiercił wszystkich sąsiadów - prócz jednego Orygenesa.

Ten od urodzenia był głuchy. Jemu więc natura, wynagradzając brak słuchu, dłuższe dała życie (Leonidas z Aleksandrii, XI 187)
- Córka pewnego gramatyka, gdy się z mężem złączyła w miłości, zrodziła dziecię - w rodzaju męskim - żeńskim - nijakim... (Palladas, IX 489)

## Najstarsze zbiory

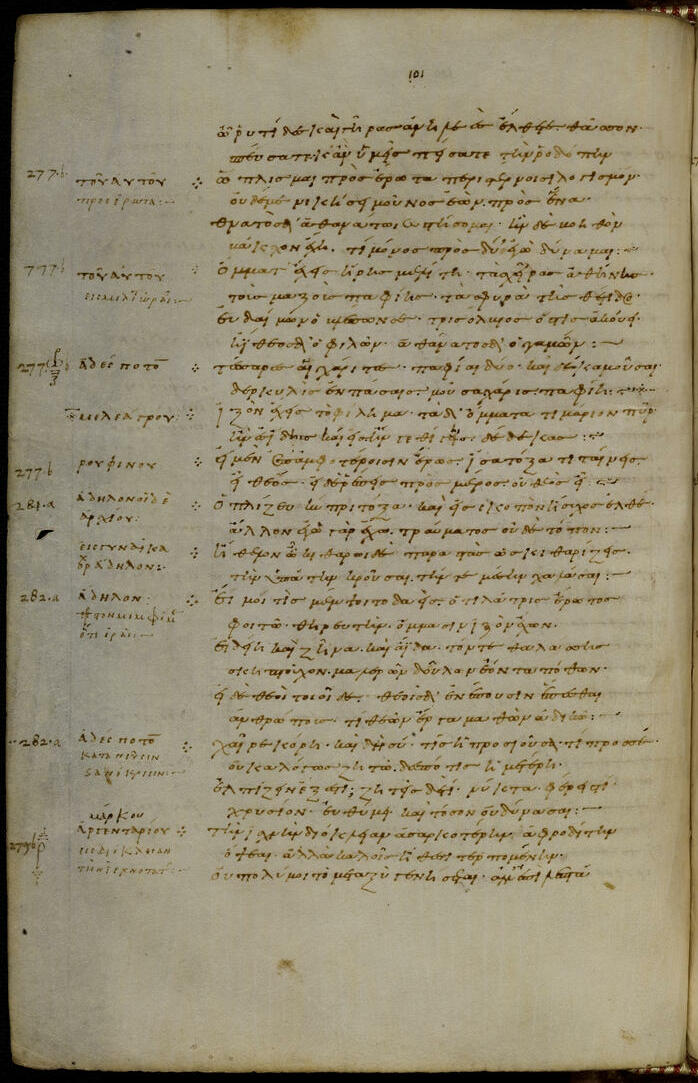
Strona rękopisu z Antologii Palatyńskiej

Pierwszą antologię greckich epigramatów sporządził Meleager z Gadary około 60 p.n.e. Zbiór uzupełnił w I wieku n.e. Filip z Tesaloniki. Z epoki aleksandryjskiej pochodzą epigramaty Kallimacha z Cyreny.
W poezji rzymskiej gatunkiem zajmowali się m.in. Enniusz i Katullus, a na wyżyny wzniósł go Marcjalis, którego najobszerniejszy zbiór zachował się do naszych czasów aż w XII księgach. W IV wieku n.e. rozwijał swoją twórczość Auzoniusz.
Starożytne epigramaty greckie przetrwały dzięki Konstantynowi Kefalasowi, który w X wieku sporządził z dostępnych mu, a dziś zaginionych, antologii piętnastoksięgowy wybór znany jako Antologia Palatyńska (rękopis został odnaleziony na początku XVII w. w Bibliotece Palatyńskiej w Heidelbergu). 
W Anglii epigramaty w XVI i XVII wieku tworzyli między innymi John Harrington, autor fraszki O zdradzie, John Heywood, John Donne i Robert Herrick, autor tomu Hesperides, zawierającego około 1400 w większości miniaturowych utworów.
Odmianą epigramatu były popularne w epoce odrodzenia fraszki. W Polsce epigramaty tworzyli m.in. Jan Kochanowski, Stanisław Trembecki, Adam Mickiewicz, Juliusz Słowacki, Maria Pawlikowska-Jasnorzewska. Od XVIII wieku zbliżony stylem do formuły filozoficznej (Alexander Pope, Johann Wolfgang Goethe). Współcześnie pojawia się w trzech odmianach: liryczny, satyryczny i filozoficzny. Znanym autorem epigramatów był Jan Sztaudynger.